# Учар, Альпер
Альпер Учар (тур. Alper Uçar; род. 19 января 1985 года, Денизли, Турция) — турецкий фигурист, выступавший в танцах на льду с украинской партнёршей Алисой Агафоновой. С ней он стал серебряным призёром зимней Универсиады-2011 и чемпионом Турции 2018 года. Ранее, партнёршей Учара была американка Джанет Мейц, с которой он стал чемпионом Турции в 2010 году. Кроме того, Учар является чемпионом своей страны в одиночном катании 2005 года и неоднократным участником зимних Универсиад, чемпионатов Европы и мира в этом разряде.

## Карьера

### В одиночном катание
Альпер Учар начал кататься на коньках в возрасте 6 лет на первом открывшемся в Турции катке, в Анкаре. В 1995 году выигрывал Балканские игры в категории «новис» в качестве одиночника. Он четырежды становился чемпионом Турции на юниорском уровне, а в 2005 году выиграл «взрослый» чемпионат. В 2005 году он переехал в Будапешт, чтобы тренироваться на более высоком уровне у известного венгерского специалиста Андраша Сараза. На крупных международных соревнованиях, таких как юниорский чемпионат мира, чемпионат Европы, чемпионат мира, Учар занимал невысокие места, не отбираясь для исполнения произвольной программы или не проходя квалификационный раунд.

### В танцах на льду
После сезона 2008—2009 сменил дисциплину и перешёл в танцы на льду, переехав в США. Его партнёршей стала американка Джанет Мейц, а тренерами Наталья Дубова и Олег Войко. В этой паре Альпер выступал один сезон. Они выиграли национальный чемпионат 2010 года и представляли Турцию на чемпионате мира 2010, где не прошли для исполнения произвольного танца заняв 26-е, последнее, место.
С сезона 2010—2011 Учар выступает в паре с украинской фигуристкой Алисой Агафоновой. В первом совместном сезоне пара выиграла серебряные медали зимней Универсиады-2011 проходившей в турецком Эрзуруме.
В конце 2013 года на турнире в Германии пара боролась за право выступать на Зимних Олимпийских играх. В сложнейшей борьбе они сумели пробиться на главные соревнования четырёхлетия. Они были первыми танцорами от Турции которые выступали на Олимпийских играх. В Сочи турецкие фигуристы заняли 22-е место. Через месяц на чемпионате мира в Японии турецкие танцоры впервые вышли в произвольную программу.
Через год на чемпионате Европы в Стокгольме спортсмены сумели войти в число 12 лучших на континенте. Улучшили своё место они и на чемпионате мира в КНР.
Новый сезон пара начала в сентябре в Германии на турнире Небельхорн. После короткого танца пара шла на третьей позиции, были улучшены в ней спортивные достижения. Однако спортсмены переволновались и в произвольном танце допустили ряд ошибок заняв в итоге лишь пятое место. Следующий старт пришёлся в Саранске на турнире Мордовские узоры в октябре. Вновь были улучшены все свои прежние достижения и пара заняла четвёртое место. Через неделю пара выиграла на турнир в Софии, и опять фигуристы превзошли все свои прежние достижения. Далее пара выступала на этапе Гран-при Trophée Bompard, однако, после коротких программ, соревнования были отменены из соображений безопасности (в столице Франции произошла серия терактов). Через неделю фигуристы уверенно выиграли Кубок Северный Рейн-Вестфалии, при этом они превзошли свои прежние достижения в сумме и короткой программе.
5 декабря 2015 года тренер пары Александр Жулин сообщил, что из-за решения министерства спорта Турции танцевальный дуэт Алиса Агафонова — Альпер Учар был вынужден покинуть Россию. Через неделю спортсмены перебрались в США к Анжелике Крыловой и Паскуале Камерленго. На европейском чемпионате в Братиславе фигуристы выступили хорошо и вошли в число 12 лучших пар континента, что было лучшим достижением пары. Однако на мировом чемпионате в США пара выступила значительно хуже, чем в прошлые годы. Фигуристы впервые за три года не отобрались в произвольную программу.
Новый предолимпийский сезон турецкая пара начала в США; в середине сентября, на турнире в Солт-Лейк-Сити они заняли седьмое место. В середине октября турецкие танцоры выступали на этапе Гран-при в Чикаго, где на Кубке Америки заняли предпоследнее место. В начале ноября турецкие фигуристы выступили на своём втором этапе Гран-при в Москве, где на Кубке Ростелекома заняли место в середине таблицы. Далее они выступали на турнире Ледовые звёзды в Минске, где финишировали вторыми и превзошли все прошлые свои спортивные достижения. В конце ноября пара выступала на таллинском трофее, где они выступили совсем уверенно, финишировали на четвёртом месте и вновь превзошли все прошлые свои спортивные достижения. Следующий старт пары состоялся в начале декабря в Загребе на турнире Золотой конёк Загреба, где они довольно уверенно заняли третье место и немного улучшили свои прежние достижения в произвольном танце. В конце января турецкие спортсмены выступали в Остраве на европейском чемпионате, где они в упорной борьбе заняли место рядом с десяткой ведущих танцоров континента. В конце марта турецкие фигуристы выступали на мировом чемпионате в Хельсинки, где выступили удачно, сумели квалифицироваться на следующие Олимпийские игры и уверенно прошли в произвольную программу.
Новый олимпийский сезон турецкие танцоры начали на российском этапе Гран-при, где фигуристы финишировали предпоследними. Через неделю они выступали на канадском этапе, где выступили ещё неудачнее. Финишировали последними. В середине ноября пара не совсем удачно выступила в Варшаве на Кубке города, на котором они были шестыми. Однако вскоре в Таллине на турнире города турецкие танцоры финишировали вторыми и при этом улучшили своё прежнее достижение в произвольном танце. В начале декабря они не совсем удачно выступили в Хорватии на традиционном турнире, завершили турнир в конце десятки. Вскоре правда они впервые стали национальными чемпионами в танцах. В середине января в Москве на континентальном чемпионате их постигла неудача, они не смогли удержаться в дюжине ведущих европейских пар. Через месяц на Олимпийских играх в Южной Корее в Канныне фигуристы финишировали в числе двадцати лучших. Ещё через месяц они выступали в Милане на мировом чемпионате, где пришли на финиш на том же месте в конце двадцатки. В конце марта турецкие фигуристы приняли решение завершить спортивную карьеру.

## Спортивные достижения

### Результаты в танцах на льду
(с А.Агафоновой)
| Соревнование                      | 2010—2011 | 2011—2012 | 2012—2013 | 2013—2014 | 2014—2015 | 2015—2016 | 2016—2017 | 2017—2018 |
| --------------------------------- | --------- | --------- | --------- | --------- | --------- | --------- | --------- | --------- |
| Зимние Олимпийские игры           |           |           |           | 22        |           |           |           | 19        |
| Чемпионаты мира                   |           | 31        | 28        | 20        | 16        | 21        | 17        | 19        |
| Чемпионаты Европы                 |           | 26        | 13        | 17        | 12        | 12        | 11        | 13        |
| Этапы Гран-при: Trophée Bompard   |           |           |           |           |           | С         |           |           |
| Этапы Гран-при: Skate America     |           |           |           |           |           |           | 9         |           |
| Этапы Гран-при: Кубок Ростелекома |           |           |           |           |           |           | 8         | 9         |
| Этапы Гран-при: Skate Canada      |           |           |           |           |           |           |           | 10        |
| Nebelhorn Trophy                  |           | 11        |           | 5         |           | 6         |           |           |
| Международный кубок Ниццы         |           | 8         |           |           |           |           |           |           |
| Icechallenge                      | 6         |           | 12        |           | 6         |           |           |           |
| Золотой конёк Загреба             |           | 9         |           |           |           |           | 3         | 7         |
| NRW Trophy                        | 7         | 9         | 9         | 2         |           | 1         |           |           |
| Warsaw Cup                        |           |           |           |           | 5         |           |           | 6         |
| Таллинский трофей                 |           |           |           |           |           |           | 4         | 2         |
| Мордовские узоры                  |           |           |           |           |           | 4         |           |           |
| Кубок Нестли                      |           |           | 4         |           | 2         |           |           |           |
| Кубок Баварии                     |           |           | 6         |           |           |           |           |           |
| Crystal Skate                     |           |           | 5         |           |           |           |           |           |
| Mont Blanc Trophy                 | 5         |           |           |           |           |           |           |           |
| Кубок Денковой-Ставицкого         |           |           |           |           |           | 1         |           |           |
| Турнир в Солт-Лейк-Сити           |           |           |           |           |           |           | 7         |           |
| Турнир в Беларуси                 |           |           |           |           |           |           | 2         |           |
| Зимние Универсиады                | 2         |           |           |           |           |           |           |           |
| Чемпионаты Турции                 |           |           |           |           |           |           |           | 1         |

- С — соревнование не было завершено.

(с Д.Мейц)
| Соревнования      | 2009—2010 |
| ----------------- | --------- |
| Чемпионаты мира   | 26        |
| Чемпионаты Турции | 1         |

### Результаты в одиночном катании
| Соревнования                        | 2000—01 | 2001—02 | 2002—03 | 2003—04 | 2004—05 | 2005—06 | 2006—07 | 2007—08 | 2008—09 |
| ----------------------------------- | ------- | ------- | ------- | ------- | ------- | ------- | ------- | ------- | ------- |
| Чемпионаты мира                     |         |         |         |         | 20QR    | 17QR    | 27      |         | 35      |
| Чемпионаты Европы                   |         |         |         |         | 33      | 32      | 25      | 29      |         |
| Чемпионаты мира среди юниоров       | 43      | 35      | 33      | 43      |         |         |         |         |         |
| Чемпионаты Турции                   | 1J.     | 1J.     | 1J.     | 1J.     | 1       |         |         |         | 2       |
| Зимние Универсиады                  |         |         |         |         | 22      |         | 30      |         | 30      |
| Finlandia Trophy                    |         |         |         |         |         |         |         |         | 16      |
| Мемориал Ондрея Непелы              |         |         |         |         |         | 19      |         |         | 15      |
| Triglav Trophy                      |         |         | 10J.    | 12J.    |         |         |         | 15      |         |
| International Challenge Cup         |         |         |         |         |         |         |         | 11      |         |
| Золотой конёк Загреба               |         |         |         |         |         |         |         | 21      |         |
| Мемориал Карла Шефера               |         |         |         |         |         | 19      |         |         |         |
| Этапы юниорского Гран-при, Болгария |         |         |         | 17      |         |         |         |         |         |
| Этапы юниорского Гран-при, Италия   |         |         | 25      |         |         |         |         |         |         |

- J = юниорский уровень; QR = квалификационный раунд